# Balthasar Bidembach

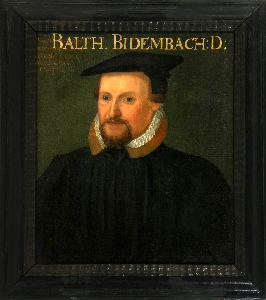
Balthasar Bidembach

Balthasar Bidembach (* 14 de Janeiro de 1533 em Grünberg, Alemanha; † 17 de Agosto de 1578 em Stuttgart; (também se escreve Balthasar Bidenbach) foi um teólogo evangélico alemão.

## Principais Obras em Alemão
- Der grimmig Tod mit seinem Pfeil…
- Leichpredigt bey der Begrebnuss des Herrn Eberhardten Hertzogen zu Würtemberg durch Balthasarn Bidenbach (Tübingen 1568)
- Psalter Davids (Salmos de Davi, Frankfurt 1569)
- Kurtzer und warhafftiger Bericht von dem hochlöblichen und Christlichen leben, auch seligem absterben, Weilundt des Durchleuchtigen, Hochgebornen Fürsten unnd Herrn, Herrn Christoffen, Hertzogen zu Wirtemberg […] Durch Ihr F.G. Hofprediger, Balthasar Bidenbach, getrewlich verfaßt (Tübingen 1570)
- Praktische Auslegung der Samuelis-Bücher (Interpretação Prática dos Livros de Samuel, Leipzig 1605)
- Schwanengesang: das ist Christliche, Troestliche unnd gruendtliche Prediten an der Zahl CXXII. uber die gantze Epistel Pauli an die Römer gestellt durch […] Balthasar Bidembach. In offentlichen Truck verfertiget durch […] Georgium Vitum (Frankfurt am Main 1615)

## Literatura
- Friedrich Wilhelm Bautz: Balthasar Bidembach. Em: Biographisch-Bibliographisches Kirchenlexikon (BBKL).